# Черноморский 1-й казачий полк
Черноморский 1-й казачий полк — воинская часть Кубанского казачьего войска Русской императорской армии; был сформирован 27 марта 1889 года как Черноморский конный полк. Соединение формировалось из казаков Кавказского отдела Кубанской области и входило в состав 2-й Кавказской казачьей дивизии. Полковой праздник — общий с войском.

## История
24 мая 1894 года полк был переименован в Черноморский 1-й казачий. Затем, 6 мая 1897 года, Черноморскому полку было пожаловано простое полковое знамя образца 1883 года. С 6 декабря 1908 года на воротнике и рукавах мундиров нижних чинов носилась белая («белевая») тесьма. После начала Первой мировой войны, в октябре 1914 года, полк — насчитывавший шесть казачьих сотен и размещавшийся в Тифлисской губернии — был переброшен в город Игдырь (Ыгдыр), где он бы включен в Эриванский отряд; наступал через Мустинский перевал в составе своей дивизии. 6 (19) ноября того же года был выдвинут на перевал Клич — Гядук, также в составе своей дивизии. Зимой 1917 года полк разместился в Бетносах, а в октябре он был переведен в резерв войск Кавказского фронта — перемещён в Кубанскую область. После Октябрьской революции, в июне 1918 года, часть была восстановлена в составе Добровольческой армии Деникина. Прекратил своё существование после капитуляции Кубанской армии, в мае 1920 года.

### Список станиц полкового округа
Полковой округ — Черноморский, состоял из станиц Кавказского отдела Кубанской области.
- Брюховецкая,
- Дядьковская,
- Медведовская,
- Новокорсунская,
- Переяславская,
- Пластуновская,
- Платнировская,
- Сергиевская,
- Тимошевская.

## Знаки отличия полка
- Полковое знамя — простое, пожалованное 6 мая 1897 года.
- Белевая тесьма на воротнике и рукавах мундиров нижних чинов, пожалованные 6 декабря 1908 года.

### Командиры полка
- 27.03.1889 — 24.11.1892 — полковник Вырубов, Василий Алексеевич
- 24.11.1892 — 01.11.1893 — полковник Флейшер, Алексей Николаевич
- 01.11.1893 — 28.04.1896 — полковник Тихонов, Николай Васильевич
- 27.07.1910 — 04.08.1913 — полковник Яковлев, Александр Константинович
- 04.08.1913 — 31.08.1916 — полковник (с 12.07.1916 генерал-майор) Филиппов, Пётр Григорьевич
- 20.12.1916 — 14.09.1917 — полковник Шатилов, Павел Николаевич
- 14.09.1917 — хх.хх.хххх — полковник Бабиев, Николай Гаврилович